# Caity Lotz
Caity Marie Lotz (ur. 30 grudnia 1986 w San Diego) – amerykańska aktorka, tancerka, piosenkarka i modelka. Wystąpiła m.in. w roli Sary Lance w zestawie powiązanych seriali telewizyjnych The CW: Arrow, DC’s Legends of Tomorrow, Flash i Supergirl, oraz Kirsten Landry w mockumencie MTV Dolina Nieumarłych. Wykonuje większość swoich własnych scen kaskaderskich.

## Życiorys

### Wczesne lata
Urodziła się w San Diego w stanie Kalifornia. Wychowywała się ze starszym bratem. W dzieciństwie trenowała różne sztuki walki - taekwondo, wushu i boks tajski, a potem także parkour i tricking.

### Kariera muzyczna
Rozpoczęła karierę jako tancerka, w trasach koncertowych z Avril Lavigne i Lady Gagą. Wystąpiła w reklamach firm Reebok, T-Mobile i Jack in the Box. Dodatkowo tańczyła w teledyskach:
| Rok  | Tytuł                            | Artysta                |
| ---- | -------------------------------- | ---------------------- |
| 2004 | „Baby It's You”                  | JoJo                   |
| 2005 | „Mesmerized”                     | Faith Evans            |
| 2008 | „Freeze”                         | T-Pain                 |
| 2008 | „Paparazzi”                      | Lady Gaga              |
| 2008 | „Tell Me Something I Don't Know” | Selena Gomez           |
| 2009 | „LoveGame”                       | Lady Gaga              |
| 2009 | „One Love”                       | David Guetta & Estelle |
| 2009 | „Evacuate the Dancefloor”        | Cascada                |

W 2005 dołączyła do girlsbandu Soccx. W 2006 grupa wydała swój debiutancki singiel „From Dusk Till Dawn (Get the Party Started)”, który poprzedził „Scream Out Loud” (2007). Oba utwory znalazły się w czołówce niemieckich list przebojów. Ich debiutancki album Hold On ukazał się również w 2007, a trzeci singiel „Can not Take My Eyes Off You” został wydany w 2008.

### Kariera aktorska

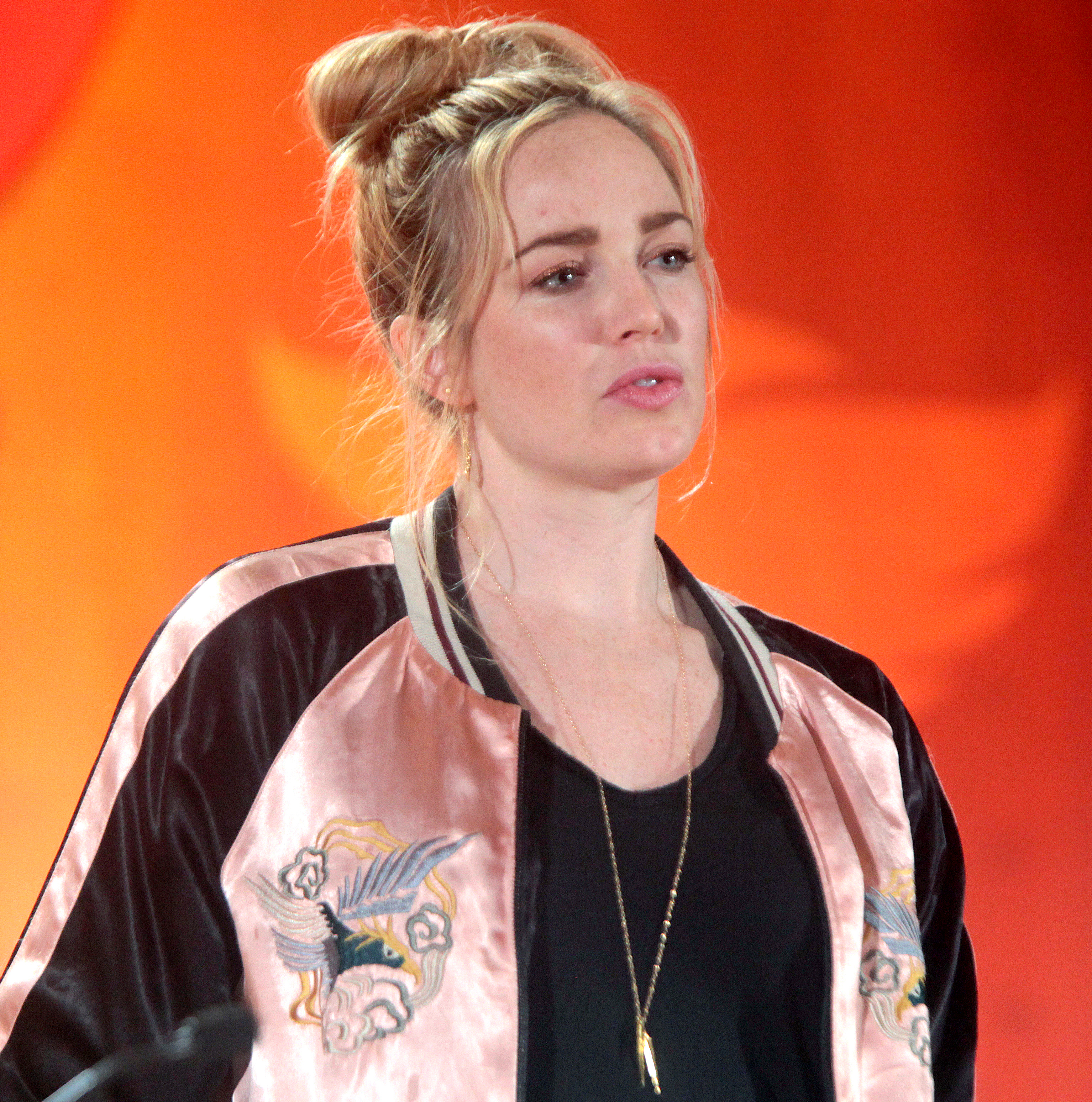
Caity Lotz na Phoenix Comicon (2016)

W 2006 debiutowała w niewielkiej roli aktorskiej jako jedna z cheerleaderek w komedii Dziewczyny z drużyny 3 (Bring It On: All or Nothing) z Hayden Panettiere i Marcy Rylan. Później wystąpiła gościnnie jako Amy Reynolds w jednym z odcinków serialu NBC Prawo i porządek: Los Angeles (Law & Order: Los Angeles) - pt. „Harbor City” (2010). W roku 2010 i latach 2014-2015 pojawiała się jako Stephanie Horton w pięciu odcinkach serialu stacji AMC Mad Men. Po raz pierwszy została dostrzeżona w roli policjantki Kirsten Landry w serialu MTV Dolina Nieumarłych.
Trafiła też do obsady filmu tanecznego Legion Niezwykłych Tancerzy: Tajniki Siły Ra (The LXD: Secrets of the Ra, 2011) jako Teylor Jensen oraz serialu tanecznego Legion Niezwykłych Tancerzy: Wybuch powstania (The LXD: The Uprising Begins lub The LXD: The Legion of Extraordinary Dancers, 2011) jako uwodzicielka.
Horror Nadprzyrodzony pakt (The Pact, 2012), gdzie zagrała główną rolę Annie Barlow, uzyskał neutralne opinie krytyków, a przy budżecie 400 tys. dolarów zarobił ponad 7 mln dolarów.
Przełom w jej karierze nastąpił w roku 2012, kiedy dołączyła do obsady wcielając się w postać Sary Lance w drugim sezonie serialu The CW Arrow, gdzie zastąpiła Jacqueline MacInnes Wood, która wystąpiła w tej roli w pilocie serialu.
Za kreację robota o imieniu Ava w sensacyjnym dramacie fantastycznonaukowym Maszyna (The Machine, 2013) otrzymała Nagrodę Specjalną na Toronto After Dark Film Festival w kategorii „Najlepsza aktorka” oraz nominację do BIFA (British Independent Film Awards) za „Najbardziej obiecujący debiut”.
W filmie tanecznym Bitwa roku (Battle of the Year, 2013) z udziałem Josha Hollowaya, Chrisa Browna, Josha Pecka, Laza Alonso i polskiej aktorki Weroniki Rosati wystąpiła jako Stacy. W 2014 do kin weszła kontynuacji filmu z 2012 roku – Nadprzyrodzony pakt II (The Pact 2), gdzie ponownie zagrała postać Annie Barlow.
Powróciła na szklany ekran jako Sara Lance/White Canary w serialach: DC’s Legends of Tomorrow (w 2017 i 2018 była nominowana do Teen Choice Awards), Flash (2016–2017) i Supergirl (2017).
Caity Lotz w 2017, wraz z innymi aktorkami, utworzyła kampanię charytatywną "Shethority", która ma na celu pomoc młodym ludziom, z akceptacją (w szczególności na tle rasistowskim i orientacji seksualnej).

## Życie prywatne
W 2013 spotykała się z Maciejem Zakościelnym.